# Shotts Line
De Shotts Line is een spoorlijn in Schotland die Glasgow Central en Edinburgh Waverley met elkaar verbindt. Het is een van de vier spoorverbindingen tussen Edinburgh en Glasgow.
Tussen Glasgow Central en Uddingston wordt de lijn gedeeld met de Glasgow-tak van de West Coast Main Line (WCML), voordat de lijn afbuigt naar Bellshill en weer aansluit bij de Edinburgh-tak van de WCML bij de aansluiting bij het dorp Mid Calder. De elektrificatie van de lijn op het volledige tussenliggend verbindingstraject werd begin april 2019 voltooid.

## Treindiensten
De Shotts-lijn, genoemd naar het station Shotts van het kleine gelijknamige dorp dat de lijn aandoet, is niet de belangrijkste verbinding tussen de steden, ook omdat de reis ongeveer twee keer zo lang duurt als de snelle en frequente Glasgow Queen Street-Edinburgh-dienst via Falkirk, de belangrijkste forenzenverbinding tussen de twee steden, maar het is wel de verbinding die de twee grootste stations van beide steden verbindt.